# Appias clementina
Appias clementina is een vlindersoort uit de familie van de Pieridae (witjes), onderfamilie Pierinae.
Appias clementina werd in 1860 beschreven door C. Felder.